# Sindicato de Empleados Públicos de San Juan
La Sindicato de Empleados Públicos de San Juan è una squadra maschile argentina di ciclismo su strada attiva dal 2013. Dopo 2 anni nel mondo amatoriale, dal 2015 ha licenza di UCI Continental Team e può partecipare a determinate gare solo tramite invito.

## Cronistoria

### Annuario
| Anno | Codice | Nome                                        | Cat.                 | Biciclette | Dirigenza                  |
| ---- | ------ | ------------------------------------------- | -------------------- | ---------- | -------------------------- |
| 2015 | SEP    | Sindicato de Empleados Públicos de San Juan | UCI Continental Team | CKT        | Manager: José Alberto Díaz |
| 2016 | SEP    | Sindicato de Empleados Públicos de San Juan | UCI Continental Team | CKT        | Manager: José Alberto Díaz |
| 2017 | SEP    | Sindicato de Empleados Públicos de San Juan | UCI Continental Team | CKT        | Manager: José Alberto Díaz |

### Classifiche UCI
Aggiornato al 24 febbraio 2018.
| Anno | Classifica | Pos. | Migliore cl. individuale      |
| ---- | ---------- | ---- | ----------------------------- |
| 2015 | America T. | 24º  | Laureano Rosas (98º)          |
| 2016 | America T. | 15º  | Laureano Rosas (47º)          |
| 2017 | America T. | 33º  | Ignacio de Jesús Prado (134º) |

## Palmarès
Aggiornato al 24 febbraio 2018.

### Grandi Giri
- Giro d'Italia

Partecipazioni: 0
Vittorie di tappa: 0
Vittorie finali: 0
Altre classifiche: 0
- Tour de France

Partecipazioni: 0
Vittorie di tappa: 0
Vittorie finali: 0
Altre classifiche: 0
- Vuelta a España

Partecipazioni: 0
Vittorie di tappa: 0
Vittorie finali: 0
Altre classifiche: 0
- Wikimedia Commons contiene immagini o altri file su Sindicato de Empleados Publicos de San Juan

## Organico 2022
Aggiornato all'11 aprile 2022.

### Staff tecnico
|  | Naz.                 | Ruolo | Sportivo                 |  |  |  |
|  | -------------------- | ----- | ------------------------ |  |  |  |
|  | Argentina (bandiera) | GM    | José Alberto Díaz        |  |  |  |
|  | Argentina (bandiera) | DS    | Gabriel Antonio Puchetta |  |  |  |

### Rosa
|  | Naz.                 |  | Sportivo                          | Anno |  |  |
|  | -------------------- |  | --------------------------------- | ---- |  |  |
|  | Argentina (bandiera) |  | Dario Alvaraz                     | 1990 |  |  |
|  | Argentina (bandiera) |  | Leonardo Franco Cobarrubia Lucero | 1998 |  |  |
|  | Argentina (bandiera) |  | Juan Pablo Dotti                  | 1984 |  |  |
|  | Argentina (bandiera) |  | Leandro Agustin Gonzalez          | 1998 |  |  |
|  | Argentina (bandiera) |  | Matias Lisa                       | 1990 |  |  |
|  | Argentina (bandiera) |  | Angel David Naveda                | 2000 |  |  |
|  | Argentina (bandiera) |  | Juan Paz                          | 2002 |  |  |
|  | Argentina (bandiera) |  | Marcos Leon Rodriguez             | 1996 |  |  |
|  | Argentina (bandiera) |  | Maximiliano Nicolas Traico        | 1992 |  |  |
|  | Argentina (bandiera) |  | Leandro Velardez                  | 1994 |  |  |